# Le avventure dei Mellops
Le avventure dei Mellops è una raccolta di racconti brevi di Tomi Ungerer. Illustrate dallo stesso autore, le storie hanno per protagonisti i membri della famiglia Mellops, intrepidi maialini amanti dell'avventura. Il volume è stato tradotto in italiano nel 2000.

## Trama

### I Mellops prendono il volo
Titolo originale:The Mellops Go FLying
Anno:1957
Il signor Mellops progetta un aeroplano e decide di provarlo assieme ai figli. Atterrati in una terra lontana, gli indiani rapiscono Casimiro e lo legano ad un totem per provare su di lui i loro archi. Fortunatamente il porcellino viene salvato dal padre e dai fratelli, che si dirigono infine a casa.

### I Mellops a caccia del tesoro
Titolo originale:The Mellops Go Diving for Treasure
Anno:1957
Scoperte in soffitta le indicazioni di un tesoro naufragato, papà Mellops decide di partire con i figli per ritrovarlo. Scesi nelle profondità incontrano prima una sirena, poi un polpo gigante ed infine il veliero distrutto. Lì rinvengono le indicazioni del tesoro che li conducono ad un'isola tropicale. Sorpresi da una tempesta, gli avventurieri finiscono per dover chiedere aiuto ad una nave di passaggio che li riporta infine a casa. Tra le tasse e la ricompensa ai loro salvatori, i Mellops scoprono di aver guadagnato ben poco dal tesoro, eppure finiscono infine per festeggiare di essere tornati a casa sani e salvi ed aver vissuto un'emozionante avventura.

### La famiglia Mellops trova il petrolio
Titolo originale:The Mellops Strike Oil
Anno:1958
Durante una gita in campagna papà Mellops trova uno stagno, assaggiatane l'acqua repellente immagina ci sia del petrolio nel sottosuolo, così insieme ai figli inizia a studiare il terreno e, trovata risposta affermativa, a costruire un impianto di estrazione. Messo a punto un pozzo funzionante, la zona finisce per andare a fuoco, a causa di un automobilista e fumatore imprudente. Salvatisi per un pelo, i Mellops decidono di lasciar perdere gli affari con l'oro nero, preferendo godersi una vita tranquilla e i pasti di mamma Mellops.

### Il Natale della famiglia Mellops
Titolo originale:Christmas Eve at the Mellops
Anno:1960
A Natale tutti e tre i piccoli Mellops hanno l'idea di portare in casa un abete, addobbarlo e usarlo come albero per l'intera famiglia. Quando si accorgono di avere ormai troppi alberi per la festività, decidono di regalarli ai più bisognosi. Così Isidoro, Felice e Casimiro finiscono per portare un po' di calore e spirito natalizio a chi più ne ha bisogno. Tornati a casa, aprono infine i regali che li aspettano.

### I Mellops esplorano una grotta
Titolo originale:The Mellops Go Spelunking
Anno:1963
Incuriositi dalla buia entrata di una grotta, i Mellops decidono di esplorarla. Ammirate stalattiti e stalagmiti nelle profondità e fatta una carta del luogo, i maiali avventurieri scoprono delle botti piene di profumi appartenenti a dei contrabbandieri. Rimasti accidentalmente bloccati nel sottosuolo, i Mellops decidono di nascondersi nelle botti per farsi issare sino in superficie dai malviventi. Questi, accortisi della scomparsi della merce, finiscono per accusarsi a vicenda e a mettersi ko da soli. Al papà e ai figli non resta che portare al commissariato i contrabbandieri e tornare per cena da mamma Mellops.

## Edizioni
- Tomi Ungerer, Le avventure dei Mellops, traduzione di Claudio Groff, Mondadori, 2000,  p. 159, ISBN 978-88-04-47024-3.